# Memorias (álbum de Camilo Sesto)
Memorias es el séptimo álbum de estudio del cantautor español Camilo Sesto. Fue realizado por él mismo, producido por Teddy Bautista (quien ya había colaborado en la ópera rock de Jesucristo Superstar el año anterior), y lanzado al mercado por Ariola Records el 12 de octubre de 1976. 
De esta producción se desprenden los éxitos: "Alguien", "Solo mia", "Qué será de ti", el roquero "Sólo tú" y el tema que da título "Memorias".

## Clasificación
| País      | clasificación |
| --------- | ------------- |
| Argentina | 6             |
| España    | 7             |

| canción        | país      | clasificación |
| -------------- | --------- | ------------- |
| Háblame        | México    | 3             |
| Háblame        | Venezuela | 6             |
| Memorias       | España    | 5             |
| Qué será de ti | Argentina | 1             |
| Solo tú        | Argentina | 2             |
| Solo tú        | España    | 3             |
| Solo tú        | Panamá    | 4             |

## Lista de canciones[2]
Todos los temas compuestos por Camilo Blanes, excepto donde se indica.
1. "Alguien" - 4:05
2. "Qué será de ti" - 2:37
3. "Discretamente" - 2:58 (A. Monroy/E. Bautista/C. Blanes)
4. "Por amor" - 2:44
5. "Solo tú" 1997 - 3:48
6. "Memorias" - 4:12 (E. Bautista)
7. "Solo mía" - 4:18 (R. Arcusa/M. De la Calva)
8. "No me quieras así" - 3:48
9. "Brindo" - 2:50
10. "Háblame" - 4:16

## Curiosidades
- El video promocional de "Memorias" fue grabado en la NASA.
- En ese mismo año, Camilo compone dos canciones para Miguel Bosé a quién lanza como cantante, además de que compone y produce su primer disco.
- Para este álbum, se produjo dos canciones inéditas: el roquero de "Nadie me ama"  y la disco de "Good Bye My Love".  Esta última apareció en un sencillo de la canción "Solo tú"  en algunos países.  Aunque después, ambas canciones inéditas aparecieron en el álbum Camilo Forever (Deluxe) en 2022.

## Personal[3]
- Alejandro Monroy - Arreglos en pistas de la 1 a la 4.
- Johnny Arthey - Arreglos en pistas 6, 7, 9 y 10.
- Tom Parker - Arreglos en pistas 5 y 8.
- Colaboración especial de Raquel Ramírez en la canción "Por Amor".
- Alan Florence - Ingeniería de sonido
- Camilo Sesto, Teddy Bautista - Producción
- Adolfo Ayllón - Fotografía